# مايكروسوفت حلال الرياضيات
مايكروسوفت حلَّال الرياضيات (بالإنجليزية: Microsoft Math Solver)‏ هو برنامج تعليمي من إنتاج مايكروسوفت يهدف إلى تمكين المستخدمين من حل بعض المسائل الرياضية والفيزيائية.
يوفر التطبيق المساعدة في حل مجموعة متنوعة من المسائل الرياضية، منها الحساب والجبر و علم المثلثات وحساب التفاضل والتكامل و الإحصاءات وغيرها من المعادلات.
لاستخدام هذا التطبيق ما عليك سوى كتابة المسألة الرياضية التي تريد حلها على شاشة التطبيق مباشرة أو عن طريق استخدام الكاميرا لالتقاط صورة من المسألة الموجودة على الدفتر أو على الورقة. بعد هذه الخطوة الأولى يقوم التطبيق بالتعرف على المسألة فوراً ويساعدك على حلها من خلال شرحها خطوة بخطوة. يستخدم كذلك  التطبيق رسوم بيانية تفاعلية.

## وصلات خارجية
- الموقع الرسمي لمايكروسوفت ماث